# Újszegedi magasház
Az újszegedi magasház Szeged legmagasabb lakóépülete. Az Újszeged városrészben, a Temesvári körút 36. szám alatt áll.
Az épületet 1970-ben kezdték építeni az akkor Odesszai körút nevet viselő közterületen a Csongrád Megyei Tanácsi Tervező Vállalat (CSOMITERV) mérnökei, Illés Lajos és Maár Márton tervei alapján. Az 54 méter magas, 17 emeletes panelház a panelépítési láz időszakának terméke. Eredetileg még magasabbra tervezték, de a talaj nem bírta volna el.
Az épületben 118 darab 45 négyzetméteres, másfél szobás (eredetileg kétszobásnak mondott) lakás található.
Terveztek hozzá egy 500 személyes mozit és egy üzletsort is, ezek azonban nem készültek el.
2023 decemberében az épület falán 28 méter (10 emelet) magas portréfestményt adtak át Szeged két Nobel-díjasáról, Szent-Györgyi Albertről és Karikó Katalinról. A portrékat a Színes Város Csoport készítette.